# Hospital del Bicentenario de Esteban Echeverría

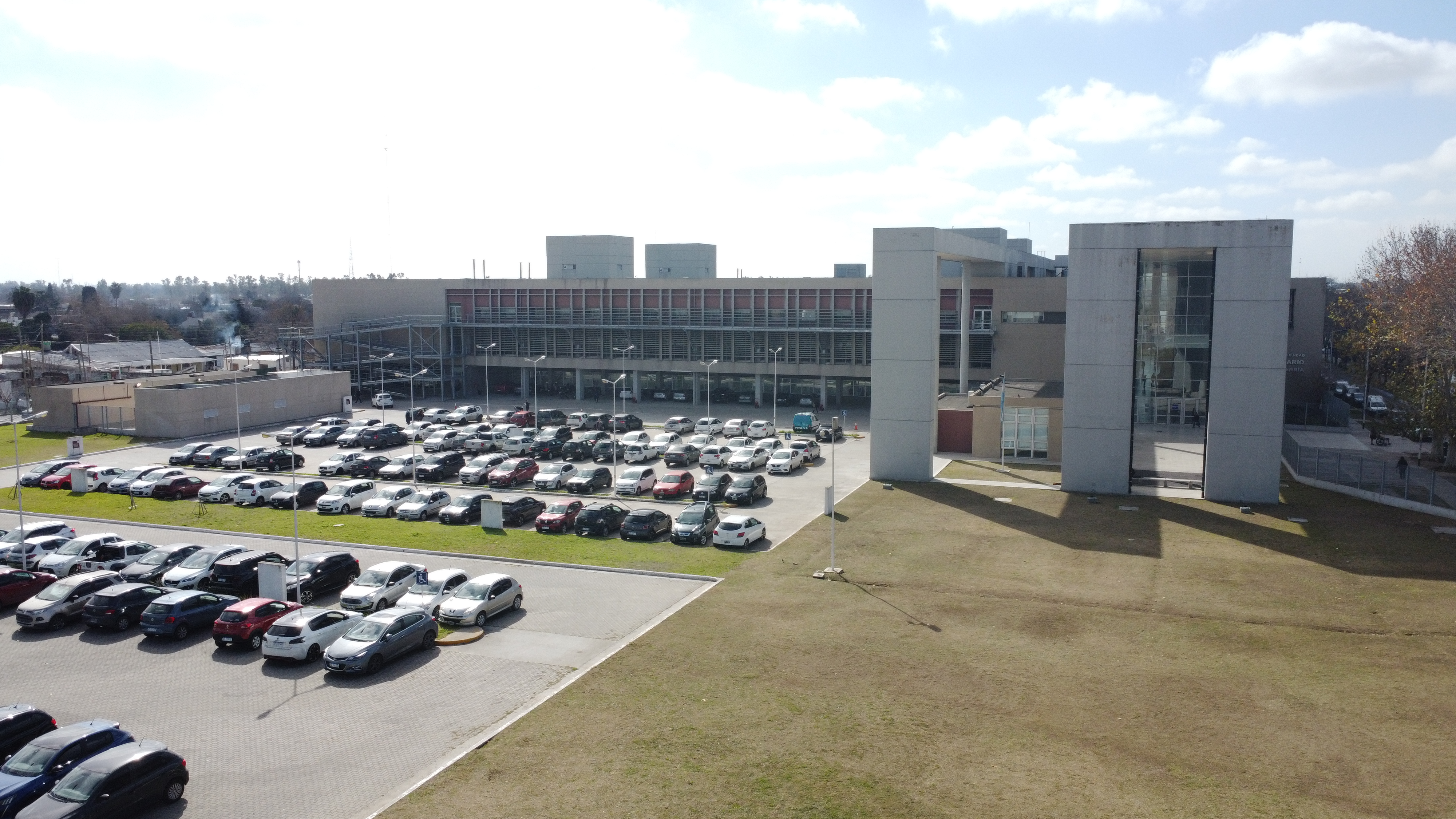

El Hospital de Alta complejidad del Bicentenario de Esteban Echeverría es una institución pública ubicada en el partido de Esteban Echeverría, provincia de Buenos Aires, en Argentina.
Su construcción se inició en 2011 y comenzó a funcionar en abril de 2020, atendiendo pacientes de alto riesgo durante la pandemia de COVID-19.
En un distrito de más de 300.000 habitantes, donde el 45% de la población se atiende en el sistema público, durante la segunda presidencia de Cristina Fernández de Kirchner, el Gobierno municipal encabezado por el intendente Fernando Gray gestionó la instalación de uno de los hospitales del Bicentenario proyectados.
El hospital se construyó con financiación del Programa de Atención Médica Integral (PAMI). Tiene 150 camas de internación y capacidad para atender a 15.000 pacientes por mes. Sus instalaciones principales cubren 17.600 m² que llegan a 20.000 m² si se suman los consultorios externos. El establecimiento cuenta con 112 camas de sala general, 20 camas en la Unidad de Terapia Intensiva y Unidad Coronaria, siete quirófanos y 28 consultorios externos (incluyendo Casa Médica). Además, está equipado con un tomógrafo de 16 pistas (el único en su tipo entre los hospitales de PAMI), un mamógrafo, cuatro ecógrafos, dos equipos de rayos, un resonador magnético nuclear y un angiógrafo. Es uno de los seis Hospitales del Bicentenario y actualmente es administrado por el PAMI.
En 2020, luego de estar cuatro años cerrado, y ante la urgencia de contar con camas de terapia intensiva para enfrentar la pandemia de COVID-19, el Gobierno municipal gestionó su apertura. Concluidas las urgencias de la pandemia, el hospital pasó a servir en un 50% a afiliadas/os de PAMI de la región y en otro 50%, a vecinas y vecinos de Esteban Echeverría, tal como se acordó en el plan original. 

## Historia

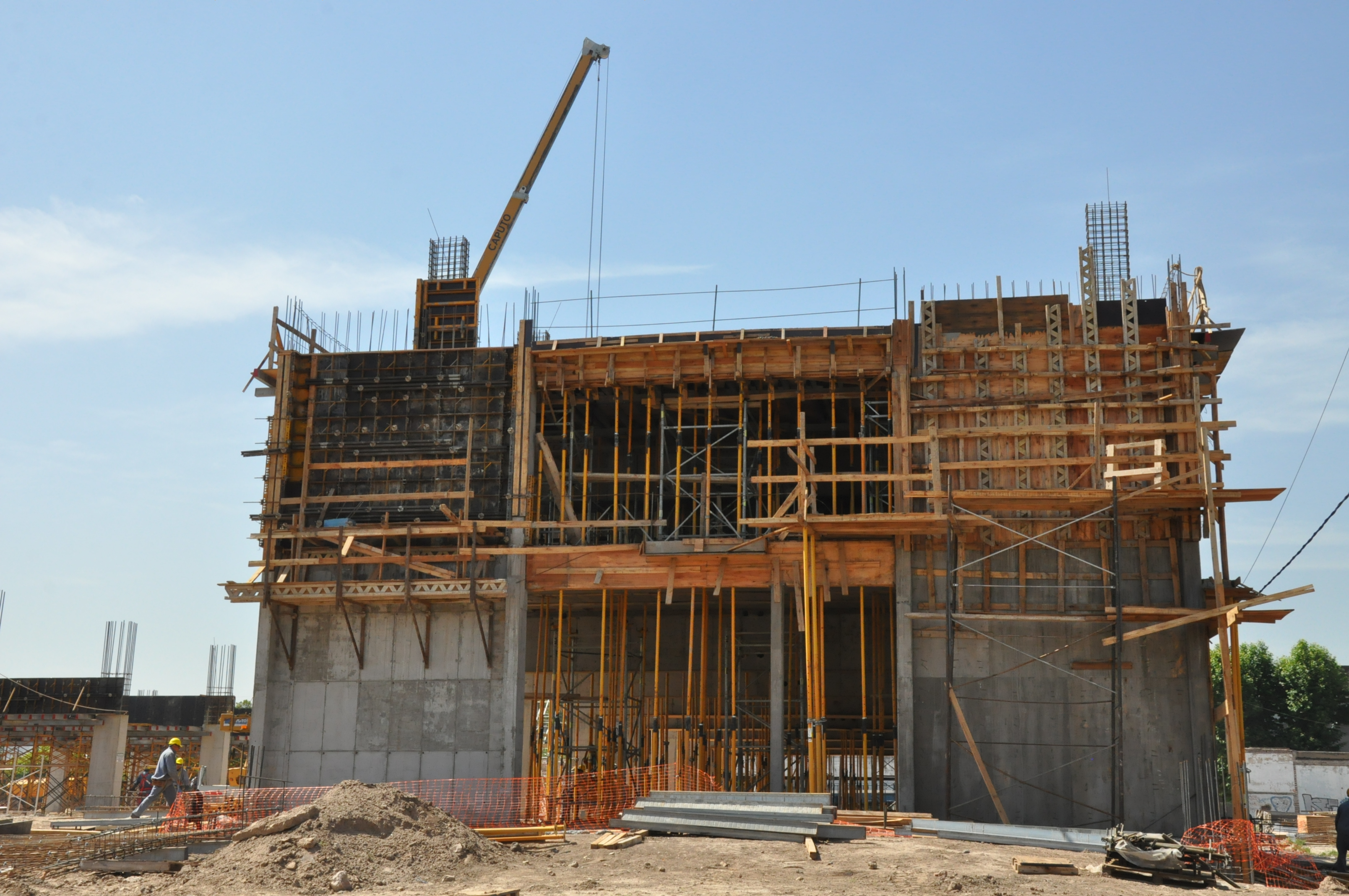

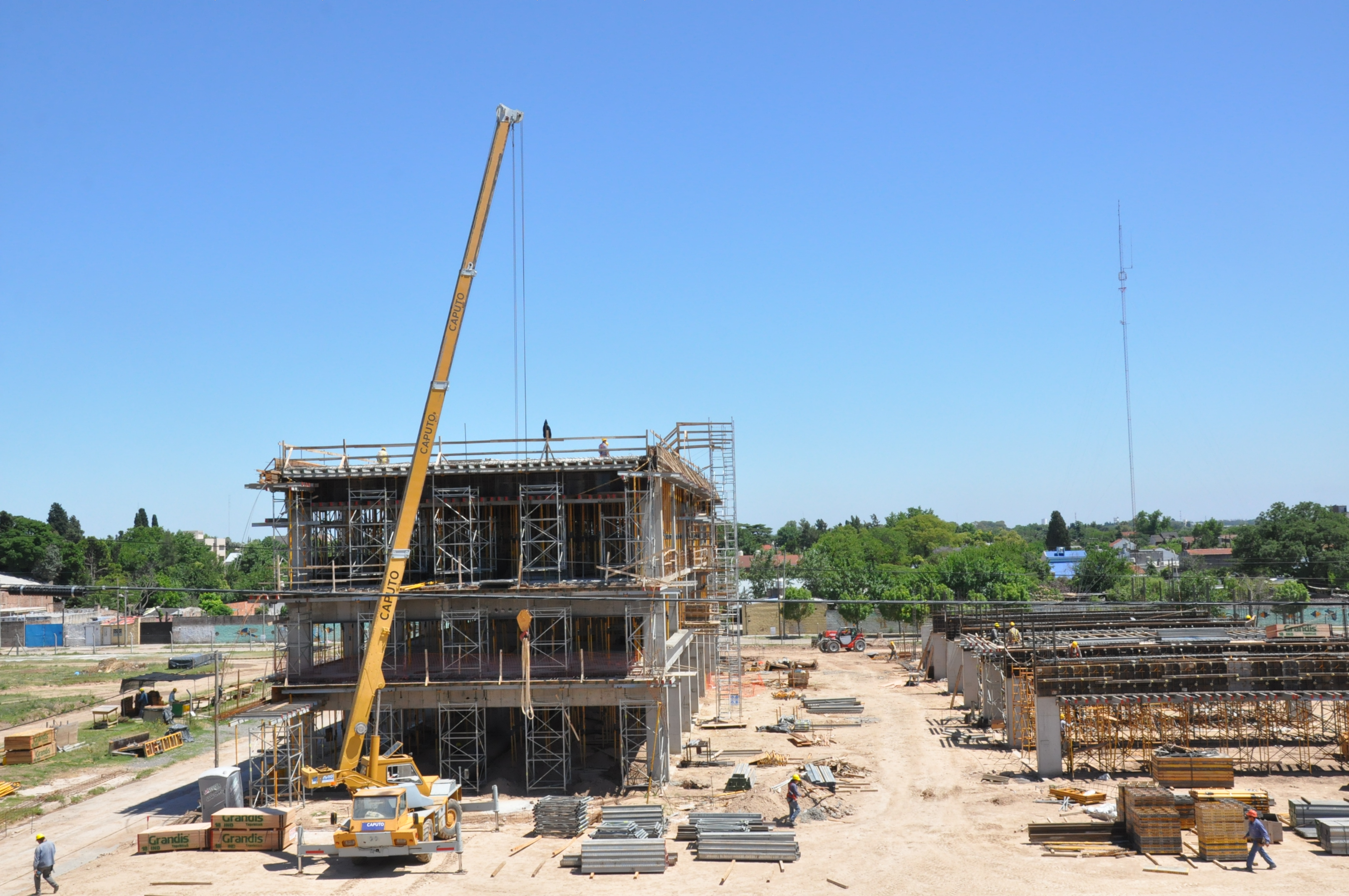

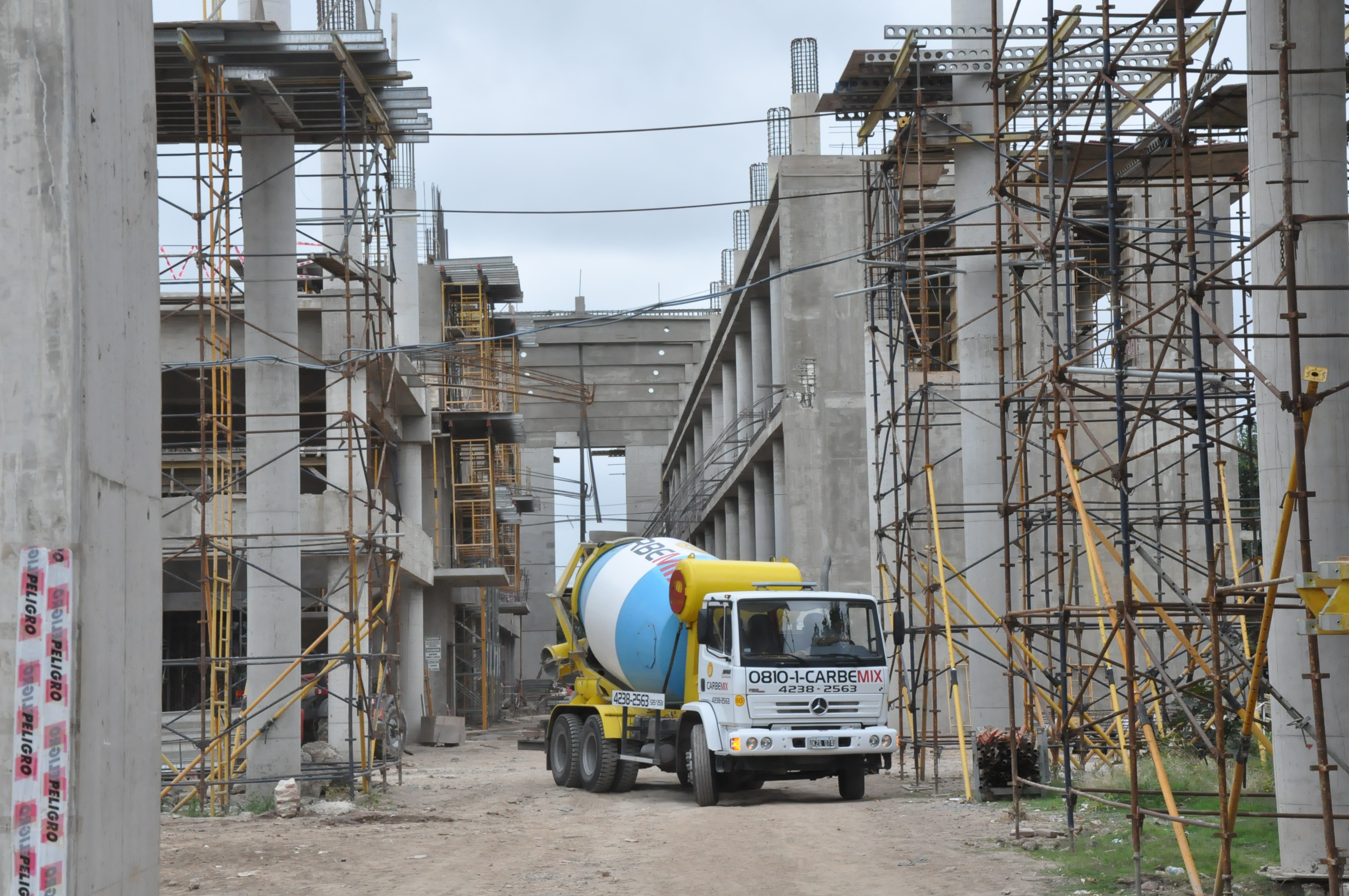

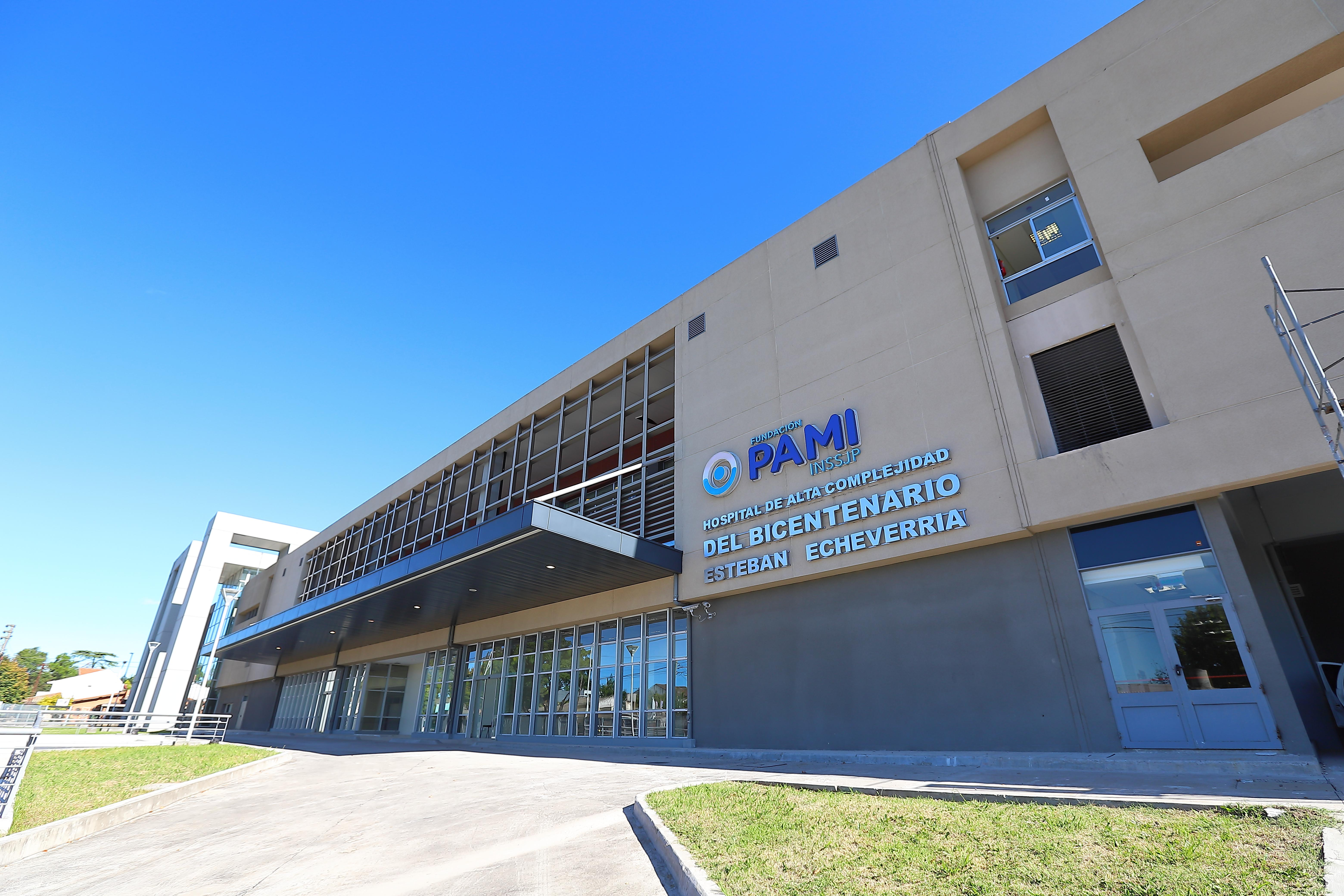

El edificio fue construido en el predio en el que funcionó el frigorífico Monte Grande, que fue un símbolo del barrio. Instalado en 1908, llegó a emplear a más de mil personas. Tuvo muchas dificultades económicas a principios de 1980 y cerró sus puertas en 1986. Por muchos años, el lugar quedó abandonado, lo que generó problemas de inseguridad para la zona. 
El Banco Nación, que había ayudado en varias oportunidades al frigorífico a saldar sus deudas, finalmente fue el poseedor de los terrenos. En 2005, donó al Municipio de Esteban Echeverría las dos manzanas y, junto con el Gobierno nacional, otorgó 2 millones de pesos para las obras de demolición del antiguo edificio.
El proyecto de construcción de Hospitales del Bicentenario6 fue anunciado en 2008 por el gobierno de Cristina Fernández de Kirchner. En agosto de 2011, el entonces gobernador de la Provincia de Buenos Aires, Daniel Scioli, anunció el comienzo de la obra.
En noviembre de 2015, la presidenta Cristina Fernández de Kirchner mantuvo una videoconferencia con el intendente Fernando Gray durante la que se expusieron detalles del avance de las obras, que en ese momento se encontraban en un 94%, aunque el hospital aún no recibía pacientes.
En febrero de 2016, el presidente de la nación Mauricio Macri y la gobernadora de la provincia de Buenos Aires, María Eugenia Vidal, anunciaron el relanzamiento de las obras para terminar la construcción.
En 2018, los medios de comunicación difundieron versiones de vaciamiento. El Municipio de Esteban Echeverría elevó un pedido formal solicitando explicaciones al PAMI y denunció que el Gobierno nacional y el Gobierno provincial le negaban los fondos para poner en funcionamiento el hospital, que ya estaba terminado y equipado, y aseguró que en el Ministerio de Salud desconocían su existencia. 
En 2019, el intendente Gray denunció y confirmó el vaciamiento. El equipamiento médico había sido trasladado al Hospital Bernardo Houssay de la ciudad de Mar del Plata para llevar a cabo otra inauguración.  
En abril de 2020, luego de una década de comenzada su construcción, el Hospital del Bicentenario fue inaugurado y estuvo focalizado en la atención de pacientes de alto riesgo durante la pandemia de coronavirus..

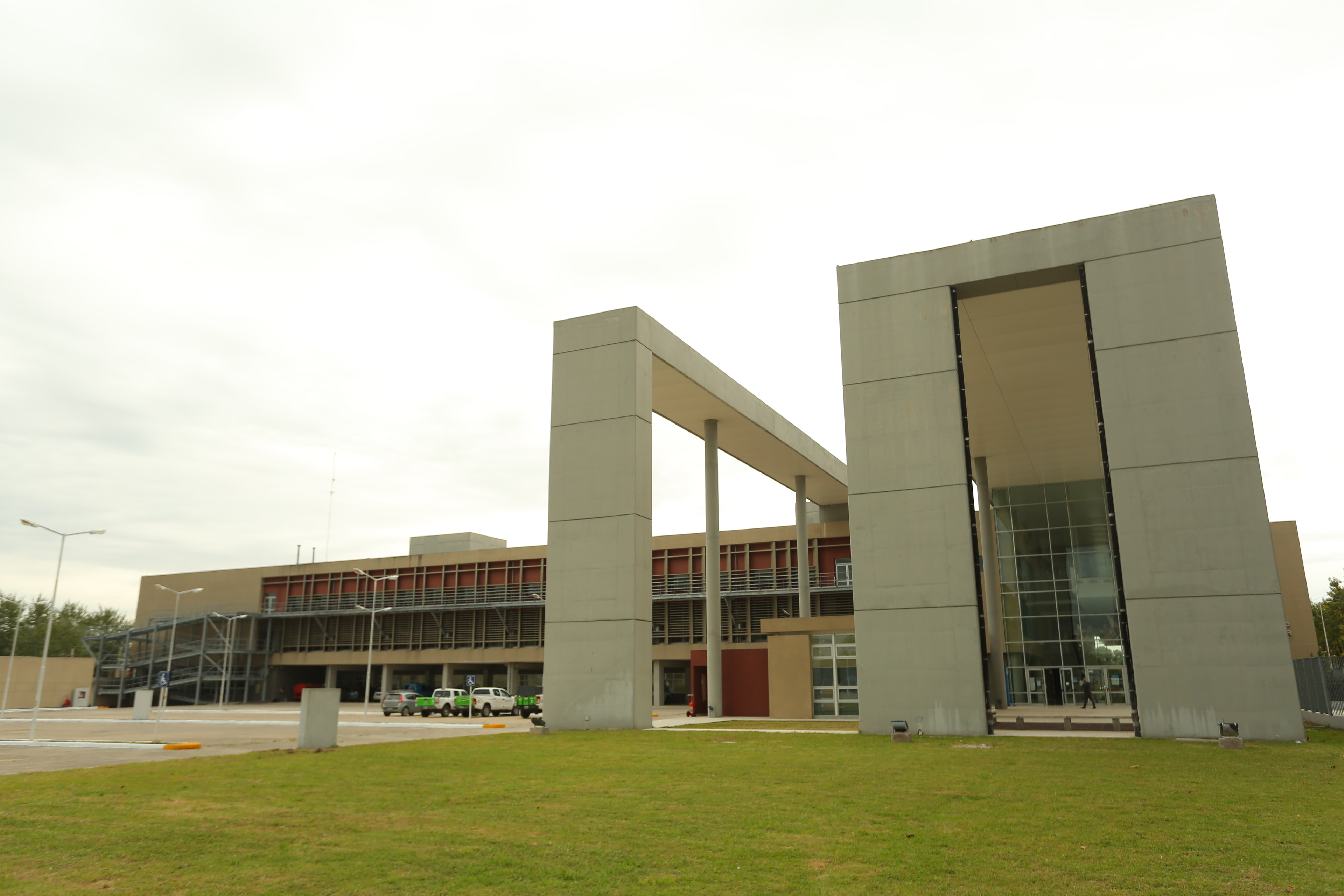

En abril de 2024, el hospital realizó su primer trasplante de córnea, queratoplastía penetrante, y se convirtió en uno de los pocos hospitales públicos en realizar esta intervención.